# 死囚168小时
《死囚168小时》（英語：Dead Man Walking）是一部1995年首映的美国劇情片，由蒂姆·罗宾斯執導，蘇珊·莎蘭登及西恩·潘等主演。

电影以死刑為主題，基于修女海伦·培贞同名书改编，原书描写的是真实事件。电影将两个死刑犯的故事改编得更容易被观众接受。

## 剧情
马修·庞塞尔特在死囚牢房里已经待了六年了，他请求修女海伦·培贞的帮助来使得他的案子再审。海伦去看望了他。海伦试图将死刑改为无期徒刑，在这个过程中两人之间的人际关系越来越强烈。在这个过程中海伦既结识了受害者和罪犯的亲属。有些人要求正义，对海伦的作为无法理解。最后在电影的结尾证明马修的确是杀人犯，他的死刑被执行。但是电影也显示了许多与死刑相关的问题。

## 製作
其制作费用为1100万美元。

## 原聲帶
原聲帶因有布鲁斯·斯布林斯顿為此片而創作的新曲，所以亦相當熱賣。

## 提名與獲獎
1996年第68屆奧斯卡金像獎：
- 最佳女主角奖：蘇珊·莎蘭登
- 提名最佳男主角奖：西恩·潘
- 提名最佳导演奖：蒂姆·罗宾斯
- 提名最佳歌曲奖：布鲁斯·斯布林斯顿

1996年柏林電影節最佳男演員銀熊獎

## 外部連結
- 互联网电影数据库（IMDb）上《死囚168小时》的资料（英文）
- 爛番茄上《死囚168小时》的資料（英文）
- 死囚168小时 at the Arts & Faith Top100 Spiritually Significant Films list
- Interview with Sister Helen Prejean （页面存档备份，存于）
- "Entertainment Watch: Dead Man Walking" from AmericanCatholic.org, April 1996 （页面存档备份，存于） James Arnold's Catholic view on the film
- Sister Helen Prejean: The Real Woman Behind "Dead Man Walking" by John Bookser Feister （页面存档备份，存于） from AmericanCatholic.org
- Lyrics and detailed info for the theme song "Dead Man Walkin'"

1. .   [2024-12-14]. （原始内容存档于2024-12-18）.
2. ↑  . The Numbers.   [2022-02-04]. （原始内容存档于2013-11-22）.